# آن روب
آن روب (بالإنجليزية: Anne Robb)‏ هي متزحلقة بريطانية، ولدت في 27 يوليو 1959.

## وصلات خارجية
- آن روب على موقع أوليمبيديا (الإنجليزية)